# Бройнунг, Фердинанд
Фердинанд Эрхард Бройнунг (нем. Ferdinand Erhard Breunung; 2 марта 1830, Броттероде, королевство Саксония, — 22 сентября 1883, Ахен, Германская империя) — немецкий пианист, органист и дирижёр.
Сын органиста. Учился игре на органе и клавире у своего отца, затем в Лейпцигской консерватории у Феликса Мендельсона и Морица Гауптмана.
В 1853 году по приглашению Фердинанда Хиллера начал вести класс фортепиано в Кёльнской консерватории, сменив в этой должности Карла Райнеке; среди его учеников был Макс Брух. Руководил также городским певческим обществом, дирижировал оркестром Музыкального общества Кёльна. В 1865 году возглавил Ахенский симфонический оркестр, выиграв конкурс у 41 конкурента (включая своего ученика Бруха), и руководил им до конца жизни. На протяжении многих лет был одним из ведущих дирижёров Нижнерейнского музыкального фестиваля, продолжая выступать как пианист и как органист, — критика высоко оценивала его способность совмещать эти три специальности. Как композитор в 1873 году выиграл конкурс на лучшую симфонию, объявленный Оркестром Гевандхауса.